# Белуша
Белуша (рум. Bălușa) — село у повіті Бакеу в Румунії. Входить до складу комуни Одобешть.
Село розташоване на відстані 258 км на північ від Бухареста, 16 км на північний схід від Бакеу, 66 км на південний захід від Ясс.

## Населення
За даними перепису населення 2002 року у селі проживали 87 осіб, усі — румуни. Усі жителі села рідною мовою назвали румунську.